# 詹姆斯·阿什利之死
1998年1月15日，英国東薩塞克斯郡圣伦纳兹男子詹姆斯·阿什利在自家公寓被警察枪杀，当时他身无寸缕且手无寸铁。
當時，警方接到线报称阿什利公寓内藏有枪支和相当数量的可卡因，还有另一名涉嫌利器伤人的男子。但在阿什利被杀后，警方未能在他公寓搜出枪支和大量毒品，传说中的伤人男子也不在。估计是警察突袭时的响动吵醒阿什利，正起床的他看到警察冲进卧室后抬起手臂，導致警察马上开枪。萨塞克斯郡警察局局长保罗·怀特豪斯当天上午举行新闻发布会称赞警方行动。
英国警察投诉管理局主持两次外部调查，结果都严厉批评警察突袭行动。第一次调查认为，此次动用武装警察突袭有违国家指导方针，突击队训练不足，行动负责警官也没有接受过指导此类行动的培训，而且存在为获授权歪曲情报的行径。第二次调查进一步指控怀特豪斯、副局长马克·乔丹，以及两名助理局长相互勾结企图阻挠第一次调查。调查报告认为，怀特豪斯蓄意在记者招待会发布虚假信息；报告建议起诉四名局长中的三人。枪杀阿什利的警员2001年受谋杀罪起诉，但以自卫辩护成功，法庭裁定罪名不成立。负责突袭行动的警察受公職人員行為失當罪起诉，法庭同样认定罪名不成立。几名局长虽未受刑事起诉，但乔丹和怀特豪斯都面临纪律处分。乔丹停职并获许在2001年退休，怀特豪斯同年在内政大臣戴维·布兰克特的压力下辞职。2003年，东萨塞克斯郡警察局新任局长公开向阿什利的家人道歉。
阿什利的父亲和儿子在阿什利诉萨塞克斯郡警察局局长案中向高等法院起诉警方過失和人身侵犯，警方表示愿意赔偿过失罪造成的一切损失及其他索赔要求，法院驳回案件后阿什利的家人上诉。最终英国上议院（当时英国的最高法院）裁定原告胜诉，上议院议员认定，民事案件中的自卫辩护门槛高于刑事案件，即便没有造成进一步损失，也应由诉讼当事人而非法官来决定以何理由起诉。
媒体将阿什利之死与其他警方失误枪击致死案对比，如斯蒂芬·沃尔多夫、约翰·肖特豪斯、哈里·斯坦利和琼·查尔斯·德梅内塞斯。2003年，警察投诉管理局发布报告建议加大武警行动授权控制力度，并为武警配置泰瑟之类通常不致命的武器，报告中援引的例证就包括阿什利之死。

## 背景
詹姆斯·“吉米”·阿什利（James "Jimmy" Ashley）生于利物浦，在東薩塞克斯郡的英格兰南岸海滨小镇圣伦纳兹（St Leonards-on-Sea）生活，事发时39岁。塞克斯郡警方怀疑他参与海洛因交易，还听闻江湖传言说他有枪。阿什利住在西路乡间别墅改建的公寓内，整幢楼房共改建成六间公寓，阿什利和朋友占有三间。警方从1997年10月开始监视楼房，但一直没取得实质证据草草收场。
1998年1月7日，阿什利的酒友托马斯·“托什”·麦克鲁登（Thomas "Tosh" McCrudden）在黑斯廷斯镇中心的酒馆外与他人口角并将对方刺成重伤，阿什利虽然在场，但唯一的举动只是把朋友拉开。此后一周地方武警出动追查多条线索，但尚未抓获麦克鲁登。警方认为麦克鲁登藏在西路别墅改建的公寓，为此制订突袭计划。区域罪案组警官提供的线报称大量可卡因已运至该房屋，警探据此取得搜查令。考虑到江湖传言阿什利有枪，副局长马克·乔丹（Mark Jordan）授权出动武警。负责突袭的武警所获简报称麦克鲁登是危险重罪嫌犯，肯定就在某间公寓，而且可能有枪。简报还称阿什利因在伊斯特本开枪杀人受通缉，此前还因谋杀未遂定罪，但这同样与实际不符。东萨塞克斯郡警察局如临大敌，共出动25名武警，创下该局持枪行动规模的新纪录。

## 枪杀
1月15日清晨四点半左右，萨塞克斯郡警察局对西路别墅执行搜查令。行动有三个既定目标：逮捕麦克鲁登、找出可卡因，以及没收枪支。为快速进屋并取得证据，萨塞克斯郡警察局通常采用为解救人质作业设计的“百慕大”战术，此次行动也不例外。“百慕大”战术的要领是警官单枪匹马进入指定房间，发现威胁后再呼叫支援，如此显然风险极大，其他警队面对媒体批评已经不再使用。六间公寓共住有六人，其中四人是行动目标，但警方不知道各人分别住在哪间公寓。此外，警方也没有详细的房屋结构图，所以行动因内门上锁受阻，好容易打开后，门又挡住阿什利公寓的入口，进一步拖延警方动作。
女友把裸身躺在床上的阿什利叫醒，让他去看看外面的嘈杂是怎么回事，估计就是警方破门的声音。时间还早，卧室光线不足，阿什利起身准备开门，但警察突然冲入，两人此时距离仅60厘米左右。阿什利抬起手，警察马上开枪，子弹从腋下打入心脏，受害人几乎立即丧命。最终警方一未找到枪支，二没找到大量毒品，三未抓获麦克鲁登，另外两间公寓的三名男子都未受警方通缉，接下来未予起诉直接获释。萨塞克斯郡警察局局长保罗·怀特豪斯（Paul Whitehouse）当天举办记者招待会，宣称阿什利是谋杀通缉要犯，称赞警方行动，还称部署武警的做法合理且必要。

## 调查
经英国警察投诉管理局（Police Complaints Authority）主持，肯特郡警察局助理局长芭芭拉·威尔丁（Barbara Wilding）带队调查1月15日萨塞克斯郡警方的行动。枪杀阿什利的克里斯托弗·舍伍德（Christopher Sherwood）等两名警员停职等待调查结果，停职的还有三名警官，其中警司一人，督察两人。其他警队两名精通警察枪支政策的警司向肯特郡警察局调查组提供证据，证实萨塞克斯郡警局的行动有违国家指导方针，没有证据表明麦克鲁登能拿到枪，所以警方无需动用武警逮捕嫌疑人；此外，即便警方真的认定公寓内有枪，首选策略也是在街头逮捕嫌犯，而不是派警察冒险进入。调查结果表明，萨塞克斯郡警局此前为抓捕麦克鲁登也曾出动武警，程序同样违反国家政策，如高级警官不当授权动用枪支，以及完全未经授权出动武警。
调查组发现，负责抓捕麦克鲁登的现场指挥官和情报指挥官都未受充分培训，而且国家专业人士曾警告两人，不要再采用对既定目标风险太大的“百慕大”战术。警方行动前的准备不足，既不知道其他住户的详细资料，也未取得建筑蓝图。参与突袭的警察从未一起接受“百慕大”战术团体训练，开枪的舍伍德甚至没有单独参加过培训。威尔丁的调查队认为，此次袭击的依据“已经不仅仅是有些夸大，肯定完全是假的”，参与计划的官员为证明行动合理肯定已经“炮制”证据或栽赃陷害。
威尔丁递交的报告声称，萨塞克斯郡警局高层千方百计妨碍调查，警察投诉管理局为此委托汉普郡警察局局长约翰·霍迪诺特（John Hoddinott）主持第二轮调查。1998年8月，霍迪诺特调查局开始与怀特豪斯、乔丹及萨塞克斯郡警局助理局长奈杰尔·姚（Nigel Yeo）和玛丽亚·瓦利斯（Maria Wallis）面谈，了解他们之前是否自称不记得关键细节来误导首轮调查，又是否歪曲情报作为突袭借口。霍迪诺特的调查表明，现场指挥官和情报指挥官很可能明知麦克鲁登和所谓的可卡因都不在楼房内，或至少是为获副局长授权突袭而夸大情报内容。更加严重的是，所谓区域罪案组线报实际内容是毒品有可能运到与案件无关的地点，麦克鲁登涉案的消息不过是有人看到身份不明的人进入阿什利所住楼房，楼内有枪的说法甚至完全是没有任何根据的江湖传言。
霍迪诺特在报告中严辞谴责怀特豪斯及事发当天的新闻发布会，称怀特豪斯“在没有合理依据或理由的情况下故意发布虚假信息，他的言论纯属误导，因此有可能损害公共利益”。报告指出：“证据表明，（萨塞克斯郡警局）部分或全部最高级别警官相互勾结”隐瞒新闻发布会时已经知道的信息（如阿什利手无寸铁，楼内既无麦克鲁登踪影，也没有大量毒品）。在他看来，即便妨礙司法公正罪名还有争议，公職人員行為失當也基本没跑儿。霍迪诺特还指控乔丹和姚渎职，而且乔丹还有失信、支持怀特豪斯虚假陈述的不当行为。

## 起诉和纪律处分
舍伍德被控谋杀并于2001年在伦敦奧卑利受审，主审法官安妮·拉弗蒂（Anne Rafferty）接受他的自卫辩护理由，指示陪审团裁定罪名不成立。舍伍德称，他从任务简报中获知的信息表明阿什利极度危险而且有枪，所以误以为被害人伸出胳膊就是要开枪。法官在指示陪审团时称，没有证据表明被告开枪有自卫以外动机，她的结案陈述还表示，“应对此事负责的人”尚未出庭。首轮调查后停职的警司和督察因计划和执行突袭受公職人員行為失當罪起诉。检方指控三人蓄意误读情报内容，但因皇家检控署拒绝提供证据，伍尔弗汉普顿皇室法院裁定所有人罪名不成立。检方律师奈杰尔·斯威尼（Nigel Sweeney）向法庭表示，萨塞克斯郡警局内部管理混乱不堪，根本不可能只对个别官员追求刑事责任。得知消息后，阿什利的家人宣布打算以過失罪名起诉萨塞克斯郡警察局。

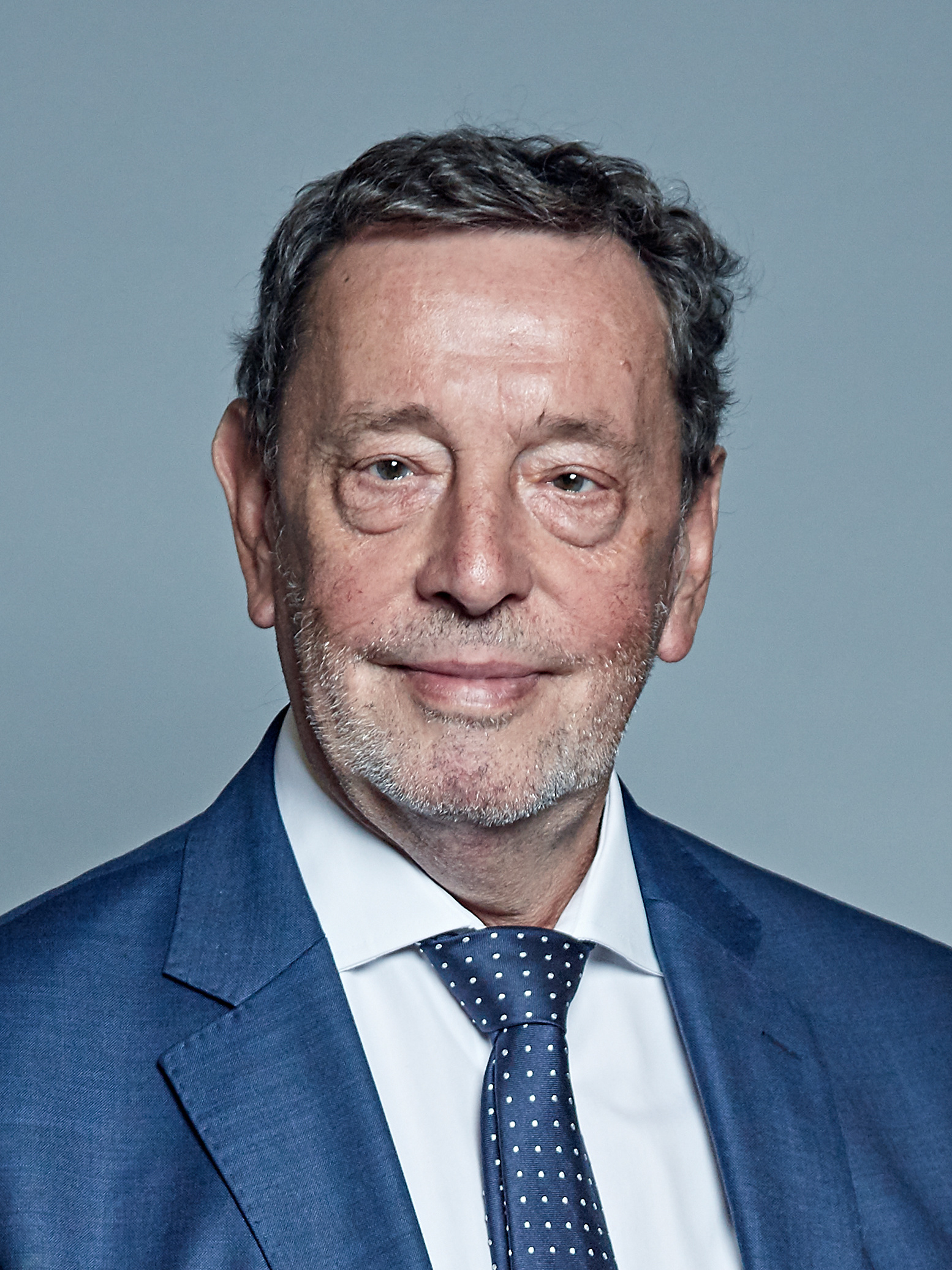
戴维·布兰克特（摄于2017年）2001年担任内政大臣期间曾插手案件

皇家檢控署接到霍迪诺特的调查报告，用于参考该以哪些罪名起诉萨塞克斯郡警察局最高等级官员，但终因证据不足放弃。萨塞克斯郡警察监管局研究霍迪诺特的报告期间，怀特豪斯停职三周后官复原职，警察监管局在书面建议中不认同他的行为，只不过没到违反纪律的程度：“身为警队指挥官虽需强硬并支持部下，但这绝不能干扰你诚信且不得误导他人的义务。”2001年，內政大臣戴维·布兰克特致信萨塞克斯郡警察监管局，要求考虑辞退怀特豪斯，怀特豪斯于同年辞职。
乔丹也在霍迪诺特发布调查报告后停职，皇家检控署决定不追究他的刑事责任，但这不影响内部纪律处分程序。2001年，乔丹获许以身体健康为由退休。受公职人员行为失当罪起诉的三名中层警官获判罪名不成立，但直到2003年内部纪律处分程序取消才复职。三人与另外两名涉案警察于2004年起诉警局工作疏忽，而且未向他们提供适当培训，导致他们因枪击案和接踵而来的刑事诉讼和纪律处分调查蒙受精神损失。高等法院驳回案件，2006年的上诉也因原告主张过失与损失的关联超出合理预期范围不予受理。
当地验尸官在枪击案发后立即启动死因查验程序，但不久就延期等待警方调查和刑事诉讼结果。2001年，验尸官告知事关各方不会重新查验死因。受害者家属于是开始呼吁公开研讯，公布导致阿什利死亡的前因后果及后续调查信息。政府虽一度考虑，但最终没有举行研讯。
继任怀特豪斯警察局长职位的肯·琼斯（Ken Jones）上任后几乎立即着手修改该局武警行动规章，他还于2003年代表警局发布道歉声明，并亲自前往利物浦向阿什利的母亲当面致歉。琼斯称：“詹姆斯不该丧命，但他的死已经为我们所有人带来更安全的枪击政策，希望这能为他的亲朋好友带来些许安慰。”阿什利的家人认可琼斯致歉，但在当地国会议员路易丝·埃尔曼（Louise Ellman）支持下继续推动公开研讯。

## 民事诉讼
阿什利的父亲和儿子起诉萨塞克斯郡警方過失和人身侵犯（过失指行动计划和枪击，人身侵犯指枪击）、非法拘禁和公职人员行为失当。2004年，阿什利诉萨塞克斯郡警察局局长案在高等法院开审，琳达·多布斯（Linda Dobbs）法官主审。警方承认犯有非法拘禁和涉及行动计划的过失指控，不接受包括过失枪击在内的其他指控，但愿意全额满足阿什利家人根据上述指控提出的索赔。多布斯法官的简易判决认为，人身侵犯主张毫无成立可能，因为舍伍德在刑事审判的自卫主张已获法庭采纳，负有举证责任的索赔方无法否认。另一方面警方既然已经同意赔偿，那其他指控就不必再走司法程序。
阿什利的家人就人身侵犯主张上诉，上诉法院2006年聆讯后认为，多布斯法官的裁决存在两处错误。首先，上诉法院不同意多布斯所谓“人身侵犯主张毫无成立可能”的说法，理由和第二点意见有关，即自卫辩护举证责任不在索赔方，而在被索赔方，举证门槛也高于刑事案件。原告的家人无需证明警方不是自卫，而是警方必须证明他们秉持“良好诚信”并“合理”推断后认定，开枪警察当时的确面临迫在眉睫的危险。上诉法院多数意见认为，警方同意满足受害者家人就过失和非法拘禁提出的索赔，但这也意味着索赔方一旦接受，之后人身侵犯主张即使得到法院支持也得不到赔偿，所以人身侵犯主张也有必要接受司法程序检阅。
警方向国会上议院（当时英国的最高法院）上诉，上议院法官研究的两个问题都与人身侵犯主张有关。首先是民事案件中的自卫辩护主张，警方自称误以为正遭被害人攻击，这种说法是否必须建立在良好诚信与合理的共同基础上；第二点是在警方同意所有索赔要求的情况下，是否还有必要以司法程序审查人身侵犯主张。法官对第一个问题一致同意上诉法院裁决，良好诚信与合理缺一不可。施广治男爵指出，“刑法的基础是……一般而言，任何人都不该因无意之罪或无心之失受惩罚”，但“民法的目的是……确定并保护每个人都有权主张并要求他人尊重的权利”，法律“必须在相互冲突的权利间取得平衡”。在他看来，“某人基于良好诚信依然误判形势，所以不应受刑法惩罚”，与“某人仅因不合理的臆想就能暴力侵犯他人合法权利进而不受惩罚”完全是两码事。
法官对第二点存在分歧，少数派（宾厄姆勋爵和厄尔斯费里勋爵）认为，虽然警方可以辩护侵权指控，但在人身侵犯没有造成进一步损失的情况下允许指控就等于封锁警方辩护途径，进而挑战舍伍德在刑事诉讼中的无罪判决。卡斯韦尔勋爵（Robert Carswell）引述上诉法院法官罗宾·奥德（Robin Auld）的意见：“民事法院是用于裁定赔偿，而非公开研讯”。不过，多数派意见认为有必要以司法程序审查人身侵犯主张，而且以何种理由起诉是由当事人而非法官决定，民法和刑法目的不同，即便法院支持人身侵犯主张，也不会触犯舍伍德案的双重审判原则。
警方与阿什利的家人在2009年商定赔偿金额。阿什利的儿子在声明中表示：“警察非法杀害我爸，他们现在已经承认并道歉，最后我也终于知道当时的所有细节”。警方声明虽然仍然认为开枪非法，但也表示阿什利之死是“根本就不应该发生的悲剧”，承认事件“是由萨塞克斯郡警察局事发前及计划和执行期间的一系列失误所致……萨塞克斯郡警察局还承认，他们在阿什利先生死亡的善后处理上存在严重缺陷”。

## 影响
案件结果仅重申已有法律，没有变更或创造法律，但仍然意义重大。上议院不但确认民事案件自卫主张标准高于刑事案件，施广治勋爵还指出刑法和民法目的不同，并确认刑事法院的罪名不成立判决不排除被告的民事责任。
2001年，《衛報》刊登尼克·戴维斯（Nick Davies）的调查报导，称过去十年间，英格兰和威尔士已经有包括阿什利在内的41人在没有枪的情况下被警方开枪打中，其中至少15起致人死亡。41人中有28人拥有仿制枪支或其他某种武器，还有六起事件是意外走火，余下的七起（包括阿什利）“令人担忧”。戴维斯最后认为，这些事件表明，警方“似乎拥有……某种杀人执照。现实情况截然不同而且同样令人忧虑……警察使用枪支就一定会有危险。携带武器的警察越多，误伤的人也会越多。相关法律不够充分，一旦出错也无法纠正或问责。”2005年，皇家检控署决定不起诉枪杀哈里·斯坦利（Harry Stanely）的警察，《獨立報》随后发文批评警察，将事件与阿什利之死相提并论，还把两起案件列入过去12年间发生的30起警方开枪致死案，所有涉案警察最后都无罪开释。
戴维斯称，苏塞克斯郡警察局几乎每个级别的警察都对阿什利事件负有责任，枪响不过是最后一根稻草。媒体和学者将阿什利之死与英国发生的其他警方失误枪击案对比，特别是1983年的斯蒂芬·沃尔多夫（Stephen Waldorf）、1985年的约翰·肖特豪斯（John Shorthouse）、1999年的哈里·斯坦利和2005年的琼·查尔斯·德梅内塞斯。沃尔多夫是电影剪辑师，伦敦警方误以为他是在逃重犯后开枪把他打成重伤，他后来起诉警方并获得高额赔偿。肖特豪特在父母位于伯明翰的家中被突袭警察枪杀时还只有五岁。斯坦利当时带着桌腿，警察误以为是枪支而将他杀害，经过刑事调查和独立调查，涉案警官最终未受刑事起诉和纪律处分。德梅内塞斯是巴西裔电工，在登上伦敦地铁时被反恐警察开枪打死，警方误以为他是牵涉2001年7月21日伦敦爆炸案的在逃恐怖分子。专攻治安问题的学者莫里斯·潘奇（Maurice Punch）指出，身为正在执勤的警务人员，而且正受上级直接指挥，舍伍德仍因枪击阿什利受到谋杀罪指控，后果可谓“振聋发聩”。潘奇还认为，拉弗蒂法官向舍伍德上级问责的主张，可与1988年特种空勤团枪击三名臨時愛爾蘭共和軍成员的后果相提并论。
继任警察局长后，琼斯在第一时间加强萨塞克斯郡警局部署武警的程序要求。2003年1月，警察投诉管理局发布报告建议加大武警行动授权控制力度，并为武警配置泰瑟之类通常不致命的武器，报告中援引的例证包括1998至2001年的24起警方枪击案，其中就有阿什利之死。阿什利之母支持建议。报告还建议加强枪支行动指挥和控制。

### 脚注
1. 1 2 3 4 5 6 7 8 9 10  Davies 2001
2. ↑  Squires & Kennison 2010，第167–168頁
3. ↑  Punch 2011，第12頁
4. ↑  Squires & Kennison 2010，第168–169頁
5. 1 2  Punch 2011，第13頁
6. 1 2  Ashley shot naked and unarmed & BBC News 2003
7. ↑  Squires & Kennison 2010，第170頁
8. 1 2 3 4 5 6 7  Hopkins & Davies 2001
9. ↑  What we investigate and next steps & Independent Office for Police Conduct
10. ↑  Post Shooting Procedures & Police Firearms Officers Association
11. ↑  Four police officers suspended after fatal shooting & BBC News 1998
12. 1 2 3  Fenwick 2016，第1004頁
13. ↑  Squires & Kennison 2010，第168頁
14. ↑  Police chief quizzed over shooting & BBC News 1998
15. 1 2  Inquiry into shooting provoked three-way row among police & The Guardian 2001
16. ↑  Senior police officer suspended & BBC News 1999
17. ↑  Police marksman cleared of shooting & BBC News 2001
18. ↑  Dead man's family to sue police & BBC News 2001
19. ↑  Punch 2011，第14頁
20. ↑  Tendler 2001，第4頁
21. ↑  Victim's family calls for justice & BBC News 2001
22. ↑  Police chief suspended & BBC News 1999
23. ↑  New chief appointed to Sussex Police & BBC News 2001
24. ↑  Morrison 2009，第260頁
25. 1 2  Squires & Kennison 2010，第148頁
26. ↑  No action against fatal shooting officer & BBC News 2001
27. ↑  Officers face action over shooting & BBC News 2001
28. ↑  Ashley shooting police sue force & BBC News 2004
29. ↑  Police told they cannot sue force & BBC News 2006
30. ↑  Claim against police chief too remote from shooting & The Times 2006
31. ↑  Fordham 2009，第244頁
32. ↑  Squires & Kennison 2010，第148頁
33. 1 2  Inquiry call over police killing & BBC News 2003
34. 1 2 3 4 5  Fordham 2009，第245頁
35. ↑  Judgments-House of Lords-2008
36. 1 2  Difference in civil and criminal self-defence & The Times 2008，第62頁
37. ↑  Proving self-defence & The Times 2006，第54頁
38. ↑  Fordham 2009，第245–247頁
39. 1 2  Fordham 2009，第247–249頁
40. ↑  Damages deal over Ashley shooting & BBC News 2009
41. ↑  Fordham 2009，第249–252頁
42. ↑  Verkaik 2005
43. ↑  Squires & Kennison 2010，第166頁
44. ↑  Fordham 2009，第253頁
45. ↑  Squires & Kennison 2010，第167頁
46. ↑  Punch 2011，第12–13頁
47. ↑  Mother welcomes police gun guidelines & BBC News 2003
48. ↑  Squires & Kennison 2010，第170–171頁
49. ↑  Danger of 'suicide by cop' & BBC News 2003

### 书籍
- Fenwick, Helen.  Fifth. Abingdon, Oxfordshire: Routledge. 2016. ISBN 9781317561958.
- Morrison, James. . Oxford: Oxford University Press. 2009. ISBN 9780199552610.
- Punch, Maurice. . Bristol: The Policy Press. 2011. ISBN 9781847424723.
- Squires, Peter; Kennison, Peter. . Chichester: Wiley-Blackwell. 2010. ISBN 9780470779279.
- Fordham, Margaret. . Singapore Journal of Legal Studies. July 2009: 243–256. JSTOR 24870290.

### 新闻报导
- Davies, Nick. . The Guardian. 2001-05-23  [2020-10-26]. （原始内容存档于2021-02-06）.
- . BBC News. 2003-11-12  [2020-10-26]. （原始内容存档于2020-06-26）.
- Hopkins, Nick; Davies, Nick. . The Guardian. 2001-05-03  [2020-10-26]. （原始内容存档于2014-05-10）.
- . Independent Office for Police Conduct.   [2020-10-26]. （原始内容存档于2020-06-29）.
- . Police Firearms Officers Association.   [2020-10-26]. （原始内容存档于2020-04-24）.
- . BBC News. 1998-05-23  [2020-10-26]. （原始内容存档于2020-03-30）.
- . BBC News. 1998-08-26  [2020-10-26]. （原始内容存档于2020-03-30）.
- Davies, Nick. . The Guardian. 2001-05-23  [2020-10-26]. （原始内容存档于2014-05-10）.
- . BBC News. 1999-02-19  [2020-10-26]. （原始内容存档于2020-06-26）.
- . BBC News. 2001-05-02  [2020-10-26]. （原始内容存档于2020-03-30）.
- . BBC News. 2001-05-22  [2020-10-27]. （原始内容存档于2016-03-06）.
- Tendler, Stewart. . The Times. 2001-05-23: 4.
- . BBC News. 2001-05-22  [2020-10-27]. （原始内容存档于2020-03-30）.
- . BBC News. 1999-03-09  [2020-10-27]. （原始内容存档于2020-03-30）.
- . BBC News. 2001-11-02  [2020-10-27]. （原始内容存档于2020-03-30）.
- . BBC News. 2001-12-07  [2020-10-27]. （原始内容存档于2016-03-14）.
- . BBC News. 2001-12-13  [2020-10-27]. （原始内容存档于2016-03-12）.
- . BBC News. 2004-05-21  [2020-10-27]. （原始内容存档于2020-08-03）.
- . BBC News. 2006-03-28  [2020-10-27]. （原始内容存档于2017-10-27）.
- . The Times. 2006-04-05: 60.
- . BBC News. 2003-11-13  [2020-10-27]. （原始内容存档于2020-03-30）.
- . [2008] UKHL 25. House of Lords.   [2020-10-27]. （原始内容存档于2017-02-24）.
- . The Times. 2008-04-24: 62  [2020-10-27]. （原始内容存档于2021-02-06）.
- . The Times. 2006-08-30: 54.
- . BBC News. 2009-03-04  [2020-10-27]. （原始内容存档于2020-06-04）.
- Verkaik, Robert. . The Independent. 2005-10-21  [2020-10-27]. （原始内容存档于2020-09-20）.
- . BBC News. 2003-01-30  [2020-10-27]. （原始内容存档于2007-02-16）.
- . BBC News. 2003-01-30  [2020-10-27]. （原始内容存档于2003-02-07）.